# Prosadenoporus spectacula
Prosadenoporus spectacula är en djurart som tillhör fylumet slemmaskar, och som först beskrevs av Yuichi Yamaoka 1940.  Prosadenoporus spectacula ingår i släktet Prosadenoporus och familjen Prosorhochmidae. Inga underarter finns listade i Catalogue of Life.